# آيت مروان (آيت بويهدى الدير)
آيت مروان هو دُوَّار يقع بجماعة تيدلي، إقليم ورززات، جهة درعة تافيلالت في المملكة المغربية. ينتمي الدوّار لمشيخة آيت بويهدى الدير التي تضم 16 دوار. يقدر عدد سكانه بـ 219 نسمة حسب الإحصاء الرسمي للسكان والسكنى لسنة 2004.

## وصلات خارجية
- البوابة الوطنية للجماعات الترابية
- المندوبية السامية للتخطيط